# Prestiż
Prestiż (z fr. „urok, czary”, z łac. præstigiare – sztuczki magiczne, por. prestidigitator) – autorytet, poważanie, szacunek innych osób do danej osoby.
W socjologii prestiż jest subiektywnym kryterium stratyfikacji, opartym na wartościujących podstawach emocjonalnych i obiektywnych czynnikach stratyfikacji – wykształceniu, wykonywanym zawodzie, stylu życia, dochodach. Jest również jedną ze składowych statusu społecznego.